# Пустынный бородавочник
Пустынный бородавочник (лат. Phacochoerus aethiopicus) — один из видов бородавочников.

## Ареал
Ареал — преимущественно пустынные территории Африканского Рога к востоку от Великой Рифтовой долины: Сомали, восток Кении и Эфиопии.
Ранее подвид пустынного бородавочника обитал и на юге Африки, но был истреблён местным населением.

## Описание вида
Особи вида напоминают европейского кабана с длиной тела более метра и с высотой в холке около 50 см. Кожа из-за жаркого климата более тонкая. От наиболее близкого вида, африканского бородавочника, пустынный отличается отсутствием функциональных резцов и меньшими размерами тела.
У вида хорошо выражен половой диморфизм, самцы заметно крупнее самок. Бородавки и клыки также больше у самцов.
Обычно самки пустынных бородавочников с потомством живут небольшими группами с крупным самцом. Остальные самцы часто живут в одиночку, реже образуеют небольшие группы холостяков.

## Охранный статус
Охранный статус — LC. Несмотря на небольшой ареал, обитает вид на малонаселённой территории, что снижает риск истребления. Кроме того, местное население практически полностью исповедует ислам, запрещающий употреблять свинину. Хищники также редко встречаются в пустынных районах Африканского рога.